# Фролова, Ярослава Владимировна
Ярослава Владимировна Фролова (род. 18 мая 1997 года, Волгоград) — российская гандболистка, разыгрывающий игрок сборной России и ГК «Ростов-Дон». Мастер спорта России. Бронзовый призёр чемпионата мира 2019 года. Серебряный призёр чемпионата Европы 2018 года. Серебряный призёр чемпионата мира среди юниорок 2016 года.

## Биография
Родилась 18 мая 1997 года в городе Волгограде. Выступала в волгоградском женском гандбольном клубе с 2013 по 2017 годы. Чемпионка России 2014 года.  
В 2017 году переехала в краснодарскую Кубань. В составе этого клуба стала бронзовым призёром чемпионата России. 
В декабре 2019 года, после успешного выступления на чемпионате мира, по приглашению Амброса Мартина перешла в ростовский гандбольный клуб Ростов-Дон.

## Карьера в сборной
В 2016 год на домашнем молодёжном чемпионате мира завоевала серебряную медаль в составе сборной России. Признана самым ценным игроком этого турнира. 
Была вызвана в национальную сборную на чемпионат Европы 2018 года. Серебряный призёр чемпионата Европы 2018 года, который проходил во Франции. 
В декабре 2019 года снова была приглашена в сборную для участия в чемпионате мира. Сборная России завоевала бронзовые медали мирового первенства.

## Достижения
- Чемпион России Чемпионат России по гандболу среди женщин 2013/2014, 2019/2020,2021/2022
- Бронзовый призер Чемпионат России по гандболу среди женщин 2016/2017, 2018/2019
- Серебряный призер Чемпионат России по гандболу среди женщин 2020/2021
- Серебряный призер молодежного Чемпионата Мира 2016
- Серебряный призер  Летние юношеские Олимпийские игры 2014
- Серебряный призер Чемпионат Европы по гандболу среди девушек до 19 лет 2015г.
- Серебряный призер чемпионата Европы 2018 года
- Бронзовый призер Чемпионат мира по гандболу среди женщин 2019
- Обладатель Кубка России 2019/2020, 2020/2021
- Обладатель Суперкубка России 2020/2021